# Cockatoo Island
Cockatoo Island – wyspa w Australii, w stanie Nowa Południowa Walia, w Sydney, największa w zatoce Port Jackson (Sydney Harbour).
W 1839 roku Cockatoo Island została wybrana przez gubernatora George’a Gippsa jako miejsce do wybudowania zakładu karnego. Więzienie stało się głównym kolonialnym zakładem karnym w Nowej Południowej Walii. Na wyspie magazynowano zapasy zboża i wydobywano kamień do budowy budynków w Sydney.
W roku 1857 wybudowano przez więźniów pierwszy suchy dok i rozpoczęto budowę okrętów. W 1864 rozbudowano stocznię, która w krótkim okresie stała się największą w Australii. W XX wieku była głównym producentem australijskich jednostek pływających. Działalność przemysłową zakończono na wyspie w roku 1992.
Obecnie Cockatoo jest atrakcją turystyczną, a na wyspie organizowane są imprezy kulturalne.